# Julius van Zuylen van Nijevelt
Julius Philip Jacob Adriaan van Zuylen van Nijevelt (Dommeldange, 19 agosto 1819 – L'Aia, 1º luglio 1894) è stato un politico e diplomatico olandese, primo ministro dei Paesi Bassi dal 1º luglio 1866 al 4 giugno 1868.

## Biografia
Discendente di una famiglia aristocratica originaria di Rotterdam (suo padre, il generale Pieter Hendrik van Zuylen van Nijevelt, aveva combattuto nella battaglia di Waterloo), ha ricoperto anche la carica di Ministro degli Esteri (1860- 1861 e 1866- 1868).